# Чернігівська вулиця (Конотоп)
Чернігівська вулиця — вулиця міста Конотоп Сумської області. Розташована в мікрорайоні Сім Вітрів.

## Історія
Перша відома назва — вулиця Панфілова, на честь радянського генерал-майора Другої світової війни Івана Васильовича Панфілова.
Сучасна назва — з 2024 року.